# Pascale Piera
Pour les articles homonymes, voir Piera.
Pascale Piera, née le 23 février 1967 à Chatou, est une juge d’instruction et femme politique française. En juin 2024, elle est élue députée européenne.

## Biographie
Pascale Piera naît le 23 février 1967 à Chatou.
Alors juge d’instruction à Senlis, elle met en examen le maire de Senlis Jean-Christophe Canter en 2009 pour prise illégale d’intérêts et délit de favoritisme. Elle se présente en 2020 à Senlis sur la liste conduite par Pascale Loiseleur puis elle est élue conseillère municipale ; chargée de la sécurité, elle désapprouve toutefois en 2022 le soutien de la maire Pascale Loiseleur envers Emmanuel Macron et Éric Woerth, puis est amenée à démissionner en 2023 pour des raisons à la fois personnelles et professionnelles. 
En 2024, elle rejoint Jordan Bardella, la tête de liste du Rassemblement national pour les élections européennes,. Placée en 10e position de la liste RN, elle est élue députée européenne.